# Église Saint-Laurent du Vigean
Pour les articles homonymes, voir église Saint-Laurent.
L'église Saint-Laurent est une église située en France sur la commune du Vigean (Cantal), en région Auvergne-Rhône-Alpes.

## Historique
L’église primitive, liée à la fondation du monastère de Mauriac vers 827, est remplacée au XIIe siècle par l’édifice actuel. Des chapelles latérales formant un faux transept sont ajoutées aux XIVe et XVe siècles, et la nef est voûtée au XVe siècle. Un escalier est adossé au clocher-mur. La chapelle sud et les vantaux du portail datent du XVIIIe siècle.

### Protection
L'église est inscrite au titre des monuments historiques par arrêté du 4 décembre 1968.

## Description
L’église présente un plan typique des petites églises romanes d’Auvergne : chœur prolongé par une nef unique voûtée en berceau. Deux chapelles latérales forment un transept.